# Sirenomelia
La sirenomelia, también conocida como síndrome de sirena, es una malformación congénita muy poco frecuente, cuya principal característica es la fusión de las piernas, dando la apariencia de la cola de una sirena.
Esta condición puede ser encontrada en aproximadamente uno de cada 100 000 nacidos vivos (condición tan rara como los siameses) y usualmente es fatal a uno o dos días después del nacimiento debido a complicaciones asociadas al desarrollo y funcionamiento del riñón y la vejiga urinaria. Más de la mitad de los casos resultan en muerte fetal, mientras que como condición, es 100 veces más probable que ocurra en gemelos idénticos que en nacimientos de un solo bebé o mellizos.